# Aposa
L'Àposa (Avvṡa in dialetto bolognese) è un torrente che attraversa la città di Bologna.

## Origine del nome
Definito Apoxa o Aposa in latino medievale, Avosa o Veza in volgare, Avesa in italiano e Avṡa (o Avvṡa) in dialetto bolognese, il torrente Aposa presenta un idronimo di origine indoeuropea attestato in varie zone dell'Italia settentrionale, della Francia, Germania e della penisola balcanica.

La leggenda vuole che la lezione anteriore Avesa fosse il nome attribuito al torrente dall'etrusco Fero a ricordare l'amante Aposa, principessa dei Galli Boi (che insieme agli Etruschi abitavano la città in età preromana), annegata nelle acque del torrente per raggiungere l'amato.
Ancor oggi il nome dell'Aposa ricorre in toponimi come via Valdaposa, via Avesella o via Aposazza, a conferma del fondamentale valore che le acque hanno avuto in passato per la città di Bologna.

## Corso
Il corso di tale torrente è di circa 10 chilometri e la sua sorgente è presso Roncrio, località collinare ai margini del territorio comunale bolognese.
L'attuale tracciato urbano dell'Aposa coincide con l'alveo naturale. Dalla sorgente scende scoperto fino all'area urbana di Bologna e prosegue, interrato, nei pressi di Via Bellombra, sino a raggiungere il centro storico della città fra Porta Castiglione e Porta San Mamolo, dove un serraglio medievale ne testimonia l'antico passaggio. Continua il proprio corso, ancora sotterraneo, passando attraverso l'area più antica della città e lambendo le due torri, presso le quali l'antica Via Emilia romana, ora interrata, scavalca il torrente con un ponte oggi ancora in parte esistente, benché sotterraneo. Prosegue verso nord fino a confluire, sempre nel centro storico della città, all'altezza di via Irnerio, con il canale delle Moline, canale artificiale derivato dal canale di Reno, uno dei tanti canali costituenti il complesso sistema di acque sotterranee della città, a sua volta confluente nel Canale Navile, che nella periferia nord della città raccoglie tutte le acque urbane.

## Storia
Il torrente Aposa è particolarmente importante dal punto di vista storico, perché è l'unico corso d'acqua che naturalmente passa per il territorio di Bologna e pare che proprio sulle sue sponde sia sorta l'etrusca Felsina nel VI secolo a.C., da cui poi si è sviluppata la romana Bononia. Nel II secolo a.C. il corso del torrente fu deviato artificialmente a monte dell'abitato, creando un secondo ramo verso occidente (presso l'attuale via Val d'Aposa e via Galliera), per poi essere riportato interamente nell'alveo orientale nella seconda metà del I secolo a.C., in concomitanza con la costruzione del sistema fognario. Nell'alto medioevo l'Aposa fu nuovamente sdoppiato in due rami a scopo difensivo, riattivando l'antica fossa occidentale, la quale cadde poi nuovamente in disuso.

### Riscoperta
A partire dal 1995 l'Aposa è stato soggetto a riscoperta e riqualificazione principalmente dovute al progetto di separazione delle acque meteoriche dagli scarichi urbani, fino ad allora confluenti nelle medesime arterie. Da allora l'Aposa è caratterizzato da una portata d'acqua minima che però, come accade di norma per i corsi d'acqua passanti per terreni fortemente antropizzati o pressoché totalmente cementificati come le città, può aumentare immensamente in caso di periodi di pioggia.
Nell'anno 2000 parte del corso del torrente (circa 500 m da Piazza Minghetti a Piazza San Martino) è stata resa accessibile ed è stata attrezzata per visite guidate; successivamente è stato utilizzato per fungere da teatro per spettacoli solitamente legati alle acque bolognesi.